# Без вины виноватый
«Без вины́ винова́тый» (англ. Wrongfully Accused; дословный перевод «Несправедливо обвинённый») — кинофильм-пародия на популярные голливудские фильмы: «Беглец», «Титаник», «Миссия невыполнима», «Игры патриотов», «Храброе сердце», «Звёздные войны», «Роковое влечение», «Подозрительные лица», «К северу через северо-запад», «Шакал» и другие.
Фильм стал режиссёрским дебютом Пэта Профта (один из авторов сценария всех частей «Голого пистолета»). Кассовые сборы составили 9,6 млн долл.

## Сюжет
Знаменитого скрипача Райана Харрисона по ошибке обвиняют в убийстве и приговаривают к смертной казни, но по дороге в тюрьму ему удаётся бежать. С этого момента он начинает разыскивать настоящего убийцу — однорукого, одноногого и одноглазого человека. Между тем за Харрисоном охотится судебный исполнитель.

## Факты
- Лесли Нильсен появлялся в нескольких эпизодах сериала «Беглец», который вдохновил Харрисона Форда на создание фильма «Беглец», являющегося основным объектом рассматриваемой пародии.
- В больнице голос по громкоговорителю вызывает некоего доктора Кимбла. Так звали персонажа Харрисона Форда в фильме «Беглец». В сцене в больнице, когда голос говорит по громкоговорителю: «Доктор Бентон, доктор Грин, доктор Уивер, доктор Росс» — на самом деле он перечисляет фамилии врачей из сериала «Скорая помощь».
- Персонажа Лесли Нильсена зовут Райан Харрисон, что является отсылкой к имени актёра Харрисона Форда, а также к фамилии персонажа Джека Райана, которого Форд сыграл в фильмах «Игры патриотов» и «Прямая и явная угроза».
- Имена и фамилии многих персонажей фильма являются прямыми отсылками к названиям городов в Миннесоте, к примеру, Фергус-Фолс, Касс-Лейк, Гудхью. В Миннесоте родился и вырос автор этого фильма Пэт Профт.

## В ролях
- Лесли Нильсен — Райан Харрисон
- Ричард Кренна — Фергюс Фоллс
- Келли ЛеБрок — Лорен Гудхью
- Мелинда Макгроу — Кэсс Лэйк
- Сандра Бернхард — доктор Фридли
- Майкл Йорк — Хибинг Гудхью
- Аарон Перл — Шон Логри
- Лесли Джонс — сержант Тина Бэгли